# Seiichi Sakiya
Seiichi Sakiya (崎谷 誠一, Sakiya Seiichi) né le 1er décembre 1950 à Préfecture de Hiroshima au Japon est un footballeur japonais.